# 阪神3521形電車
阪神3521形電車（はんしん3521がたでんしゃ）は、阪神電気鉄道が1966年に導入した優等列車用の電車で、赤胴車と呼ばれる急行系車両の形式である。1960年代から1970年代初頭にかけての急行車の基本編成が5両編成であったため、7801・7901形をベースに奇数両数編成を組成可能な単独電動車として設計された。

## 車種構成
1966年から1969年にかけて、12両が武庫川車両工業において製造された。車両番号は3501形の追番であるが、発電ブレーキは搭載していない。奇数車は大阪向き、偶数車は神戸向きである。
| ← 梅田     | 竣工           |
| クモハ Mc1 |                |
| 3521       | 1966年11月2日  |
| 3523       | 1966年12月1日  |
| 3525       | 1967年2月22日  |
| 3527       | 1969年3月13日  |
| 3529       | 1968年11月15日 |
| 3531       | 1969年4月30日  |

| 元町 →     | 竣工           |
| クモハ Mc2 |                |
| 3522       | 1967年4月13日  |
| 3524       | 1967年5月8日   |
| 3526       | 1967年6月7日   |
| 3528       | 1968年11月15日 |
| 3530       | 1968年11月15日 |
| 3532       | 1969年7月11日  |

## 車体・主要機器
昇圧前の1966・1967年に製造された3521 - 3526の6両は、7801・7901形同様に雨樋が外部露出しており、パンタグラフも2基を搭載した。昇圧後の1968・1969年に製造された3527 - 3532の6両は、7861・7961形の増備車と同様に雨樋が車体に埋め込まれ、車体断面も変更されている。パンタグラフも新造時から運転台寄りの1基のみ搭載となった。
電動車のみのため、主電動機の出力は60kWと小さくなっている。主電動機は1時間定格出力60kWの東洋電機製造製TDK-818-Aを4基装備し、主制御器は初期車の3521 - 3526がABFM-64-15-MAを、後期車の3527 - 3532がABFM-64-15-MBを搭載した。

## 改造工事

### 昇圧改造
1967年の昇圧に際し、3521形の初期車の昇圧改造が行われた。2基搭載していたパンタグラフは1基が撤去されたが、7801形・7861形と異なり3521形では連結面側が撤去され、運転台寄りが残された。

### 冷房化改造
1973年から1974年にかけて、冷房化改造が行われた。パンタグラフは下枠交差式となり、連結面側に移設された。冷房電源は自車に搭載せず、7801・7901形の01 - 12のユニットに110kVAの大容量MGを搭載し、同ユニットとの3両固定編成を組むようになった。

### 3000系への改造
1983年から1989年にかけて、3521形と7801・7901形の3両編成は制御装置が界磁チョッパ制御に改造され、3000系に改番された。これにより3521形は形式消滅した。

## 編成表
1981年9月30日時点での編成。全車とも7801・7901形との3両固定編成となっている。
| ← 梅田・西九条元町 → |         |            |
| クモハ Mc1           | サハ T1 | クモハ Mc2 |
| 7801                 | 7901    | 3522       |
| 7803                 | 7903    | 3524       |
| 7805                 | 7905    | 3526       |
| 7807                 | 7907    | 3528       |
| 7809                 | 7909    | 3530       |
| 7811                 | 7911    | 3532       |
| クモハ Mc1           | サハ T2 | クモハ Mc2 |
| 3521                 | 7902    | 7802       |
| 3523                 | 7904    | 7804       |
| 3525                 | 7906    | 7806       |
| 3527                 | 7908    | 7908       |
| 3529                 | 7910    | 7910       |
| 3531                 | 7912    | 7912       |